# Kållereds station
Kållereds station är en pendeltågsstation längs Västkustbanan i Kållered, Mölndals kommun. Den trafikeras av pendeltåg mellan Göteborg och Kungsbacka. En station öppnades ursprungligen i Kållered 1891, men den lades senare ner den 28 maj 1972. I och med att pendeltåg återigen började trafikera sträckan Göteborg–Kungsbacka öppnades en ny station den 17 augusti 1992, 600 meter längre norrut.
Stationen trafikeras i rusningstrafik av tåg i vardera riktning var 15:e minut. Det finns också en större busshållplats med åtta refuger med anslutning till pendeltågsstationen. Härifrån går bussar till Mölndals centrum, Göteborg med mera. Nära stationen ligger Kållereds köpcentrum med bland annat Ikea.

## Bildgalleri

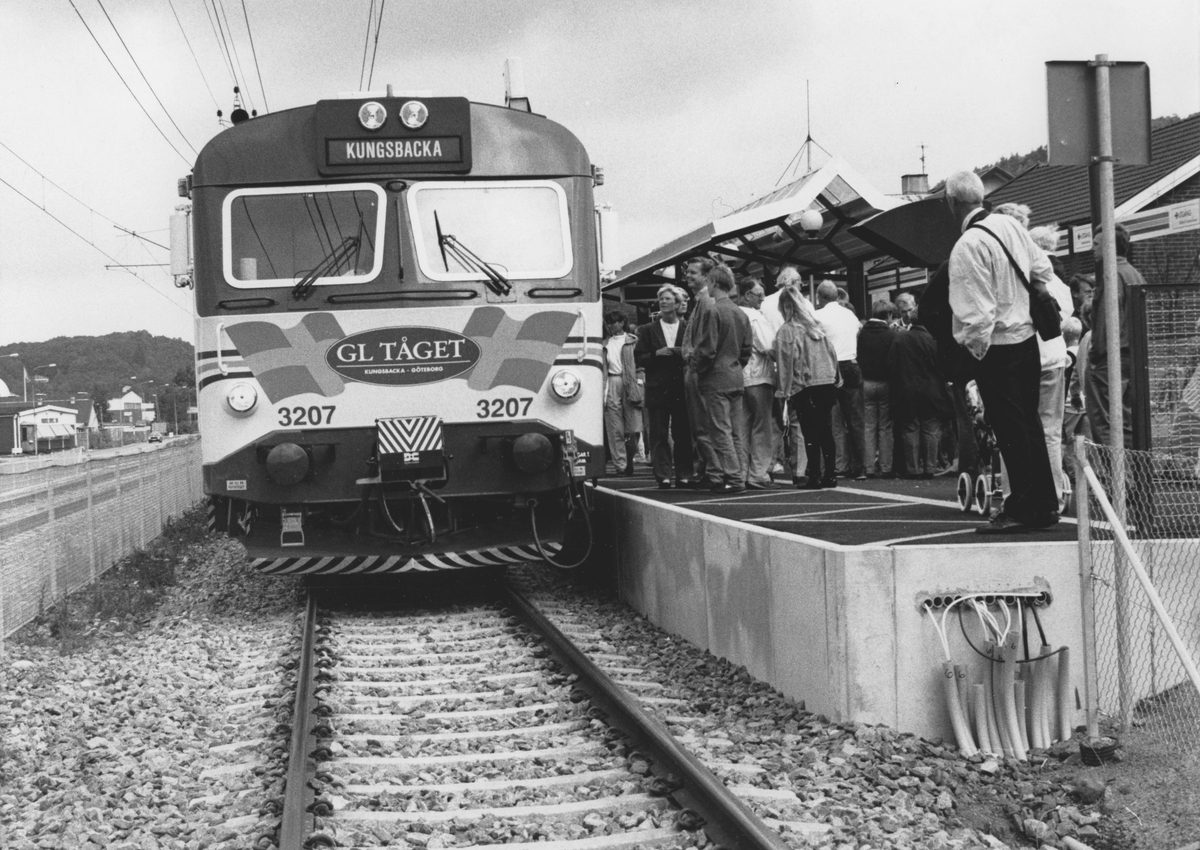
Vid invigning 1992
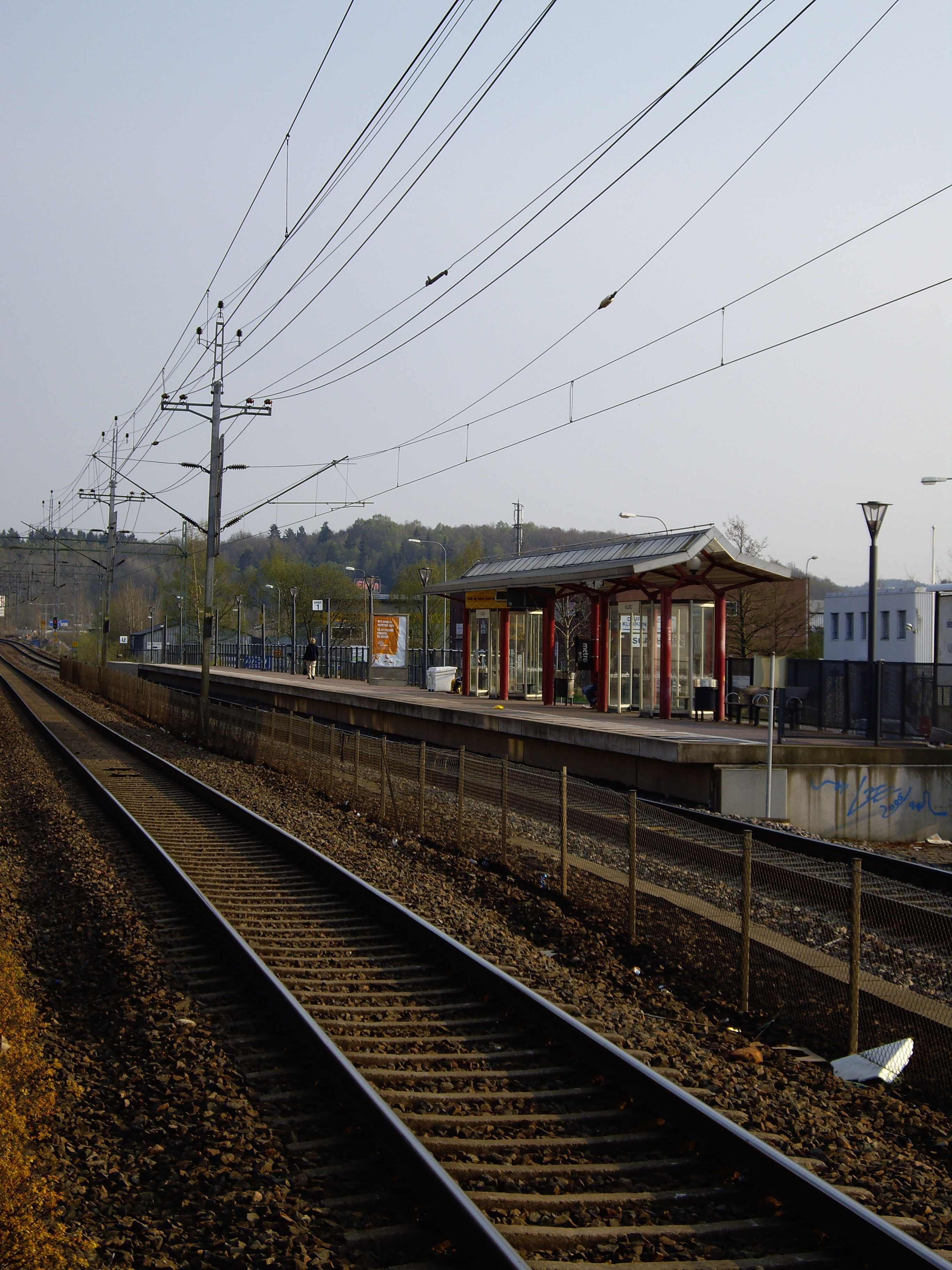
Kållereds pendelstation i riktning mot Göteborg.
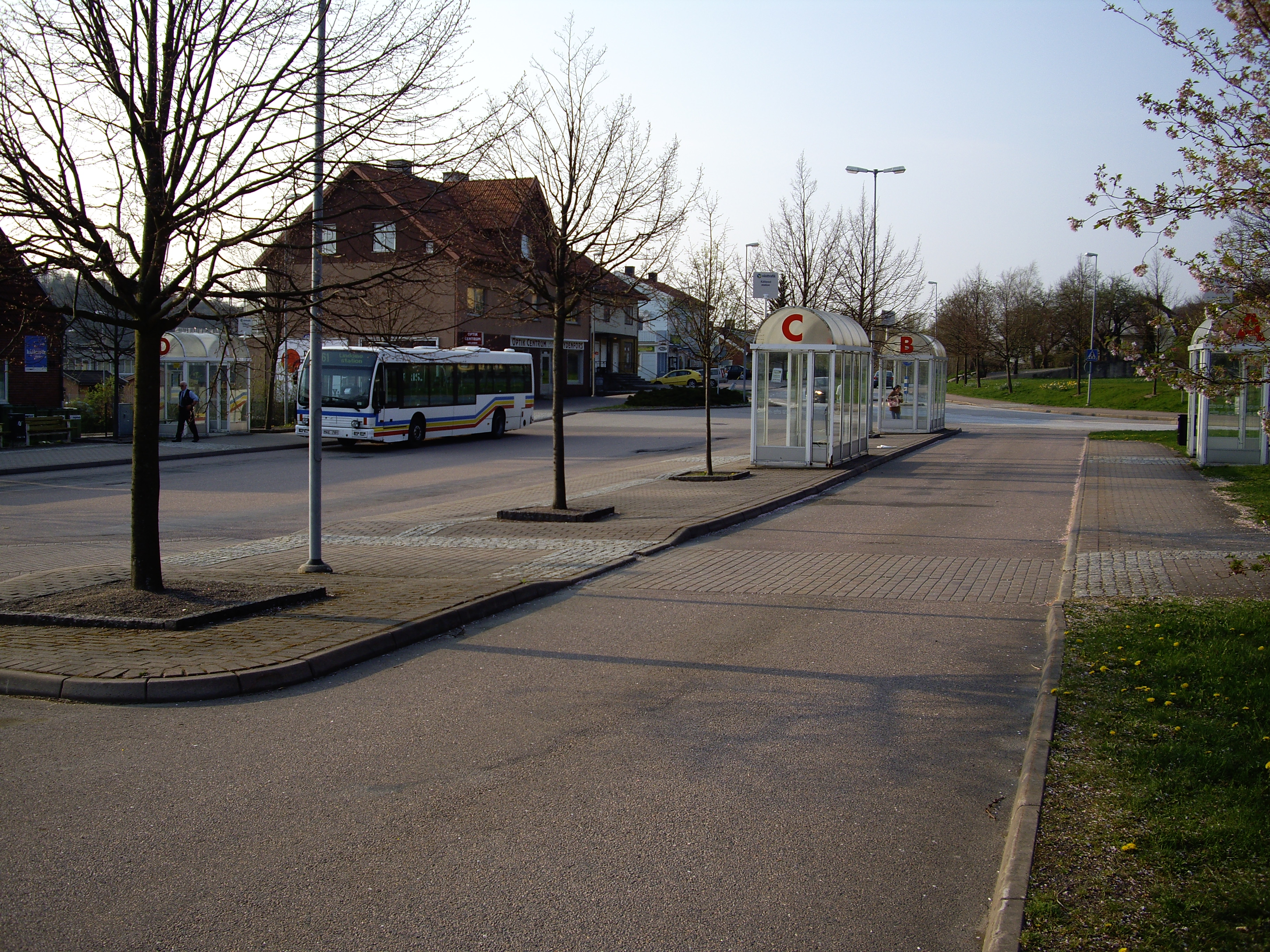
Kållereds busstation.